# Jules Desbois
Jules Desbois, nacido el 20 de diciembre de 1851 en Parçay-les-Pins, y murió el 2 de 2 de octubre de 1935 en París es un escultor y grabador francés.

## Biografía

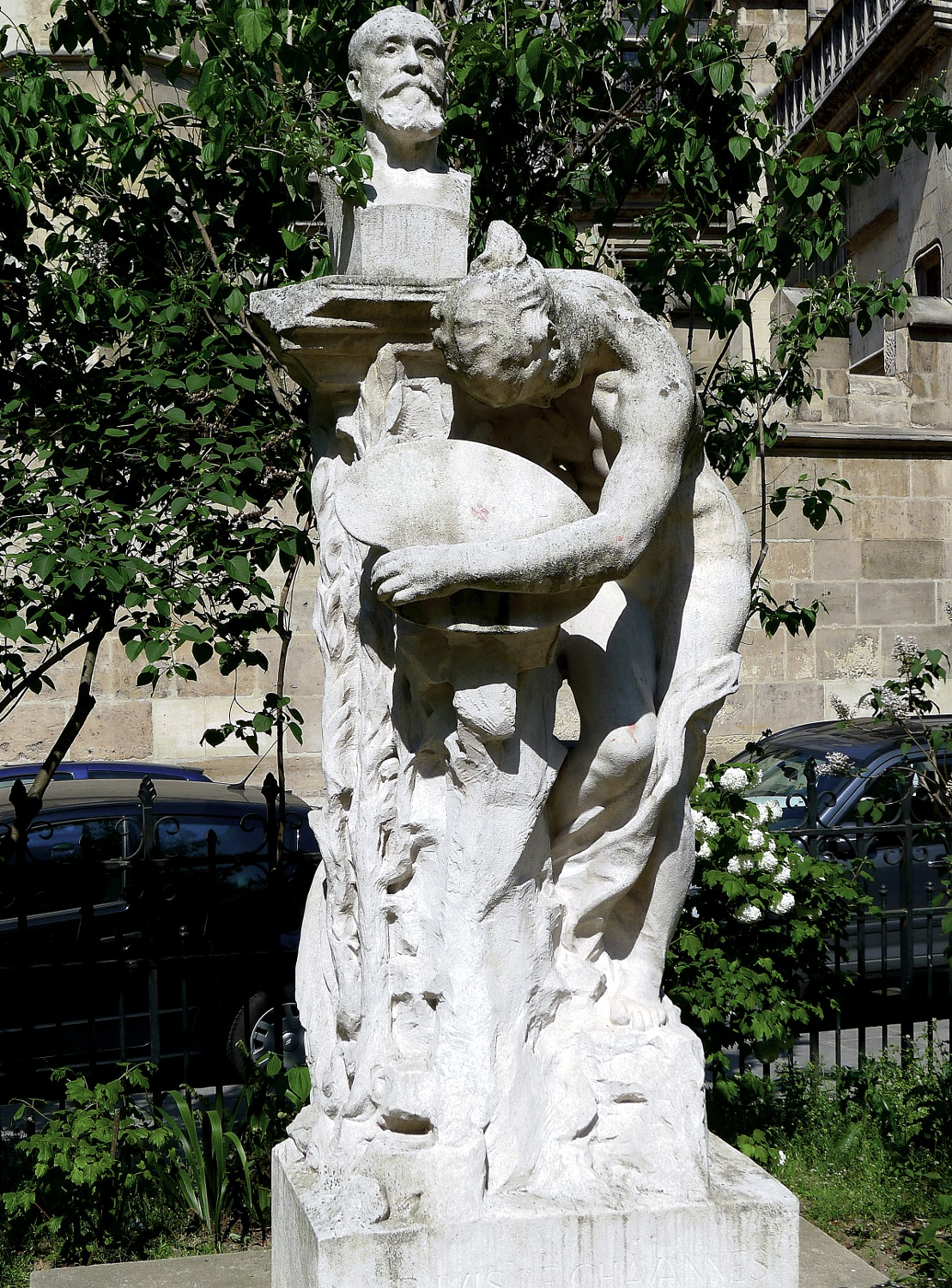
Monumento a Puvis de Chavannes (1924), en la plaza Paul-Painlevé, Paris 5º.

Después de un curso de tornería, Desbois integra el taller de Henri Bouriché en Angers. En 1874, se marcha estudiar a la Escuela de Bellas Artes de París, donde permanecerá durante cinco años perfeccionando su técnica en el taller de Jules Cavelier, antiguo alumno de David de Angers.

### La aventura estadounidense y el encuentro con Rodin
En 1878, Desbois se encuentra con Auguste Rodin en la obra del antiguo palacio del Trocadero forjándose una amistas entre ellos. Ese mismo año, decide intentar probar suerte en Estados Unidos, pero después de no tener el éxito que esperaba, regresa a Francia tres años después. Durante un tiempo trabajará su obra se centrará en el uso de la técnica del huecograbado hasta que se encuentra nuevamente Rodin, en un momento en que necesita incorporar colaboradores para hacer frente a sus numerosos encargos. Es justamente por esta razón que Desbois vuelve a la escultura y trabaja al taller del maestro como becario durante 1884. Durante, 1887,  descubre a la modelo octogenaria italiana, Maria Caira, que le sirve de inspiración para la creación Misère, y que inspirará a Rodin y a Camille Claudel en las obras Celle qui fut la belle Heaulmière, L'Hiver et Clotho.

### Época de plenitud de su arte

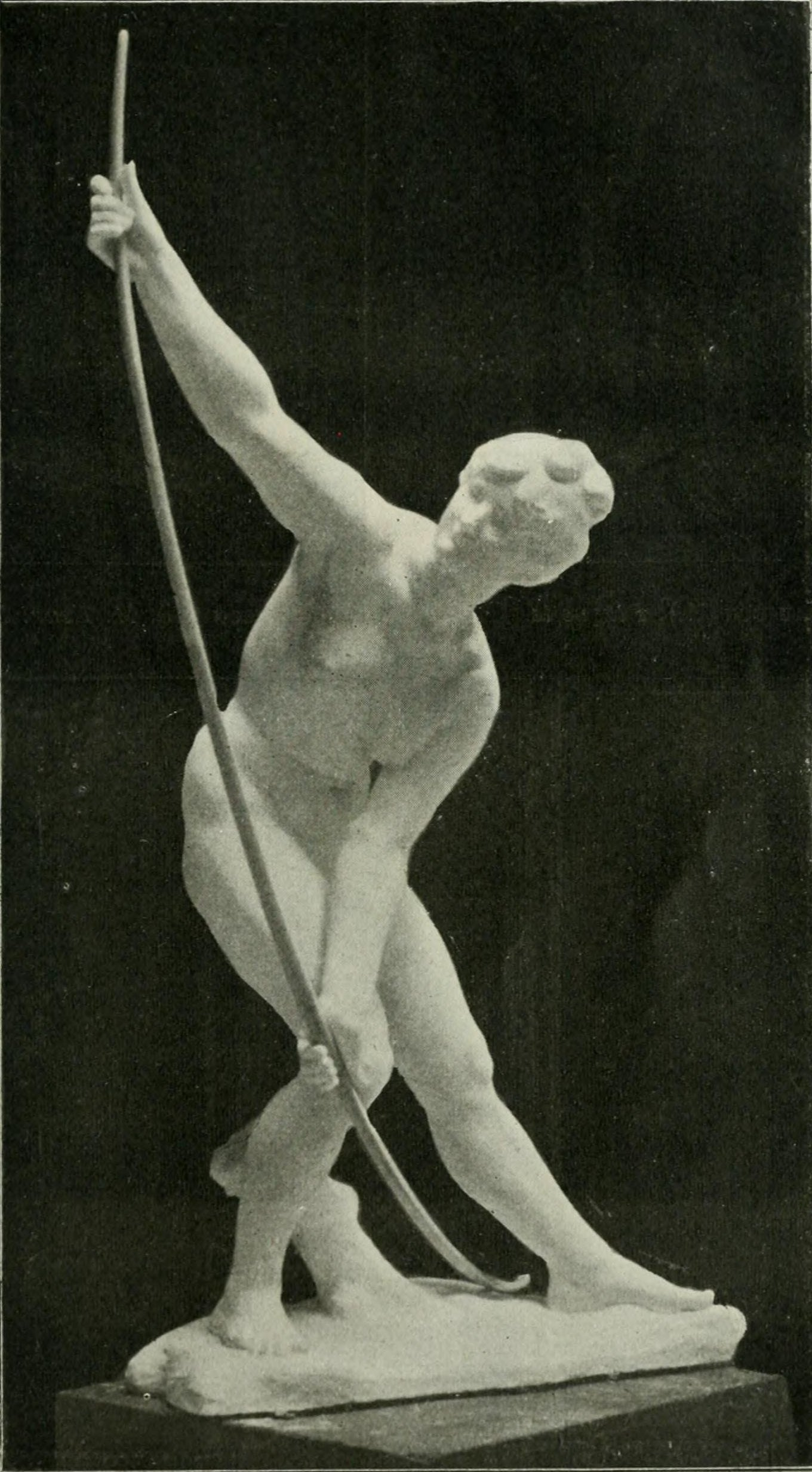
Femme a l'arc, Salón de 1905.

La colaboración con Rodin juega un rol esencial en la evolución artística de Desbois. Rodin le enseña a liberarse de su formación clásica para desarrollar una estética más personal. Ambos artistas se inspiran y se influyen mutuamente. Desbois adquiere notoriedad y recibe cada vez más encargos, incluso estatales. Asimismo, estará presente con su obra en numerosas ferias de arte. En 1984 en la Sociedad Nacional de Bellas Artes expondrá su obra La Misère, escultura de una mujer mayor de aspecto demacrado que le consagrará en el mundo del arte. En 1896, la Sociedad Nacional de Bellas Artes consagra la carrera de Desbois a través de una exposición retrospectiva de su obra. 

### El reconocimiento
Entre 1914 y 1930, Desbois realiza numerosas obras que se exponen en diferentes ferias de arte. Efectúa encargos para el Estado y para particulares.
En 1930, debilitado por problemas de salud, cesa definitivamente de trabajo como escultor para consagrarse en el mundo de la pintura al pastel. Muere cinco años más tarde en su casa parisina situada en el bulevar Murat, en el barrio de Auteuil. Sus cenizas se encuentran en el cementerio del Padre-Lachaise.

### Descendencia
Si bien es considerado como « el uno de los mejores escultores de su siglo », Desbois entra en el olvido después de su muerte y sus obras se encuentran dispersas. Asimismo, su colaboración con Rodin diluyó la importancia de su trabajo y durante muchos años su nombre no será reconocido en la historia del arte. Habrá que esperar hasta 1979 para que su obra adquiera el valor y la relevancia que merece. 

## Obra
Desbois trabajó materiales bastante diversos, utilizando piedra, mármol, bronce, la madera y el yeso, pero también el estaño en obras de arte decorativas, haciendo que su obra se destaque por ser rica y variada.Sus mayores fuentes de inspiración fueron los mitos antiguos, las figuras alegóricas pero también encontró inspiración en temas contemporáneos como las guerras de 1870 y la I Guerra Mundial.
Su obra es el reflejo fiel de las corrientes y técnicas utilizadas en el arte del Siglo XIX y se construye en torno a tres grandes ejes de trabajo Además de éstos, Desbois realizó un cierto número de monumentos conmemorativos por petición del Estado y de particulares. Es también un buen portaretratista que reproduce fielmente los rasgos de sus modelos.

### El estudio del movimiento

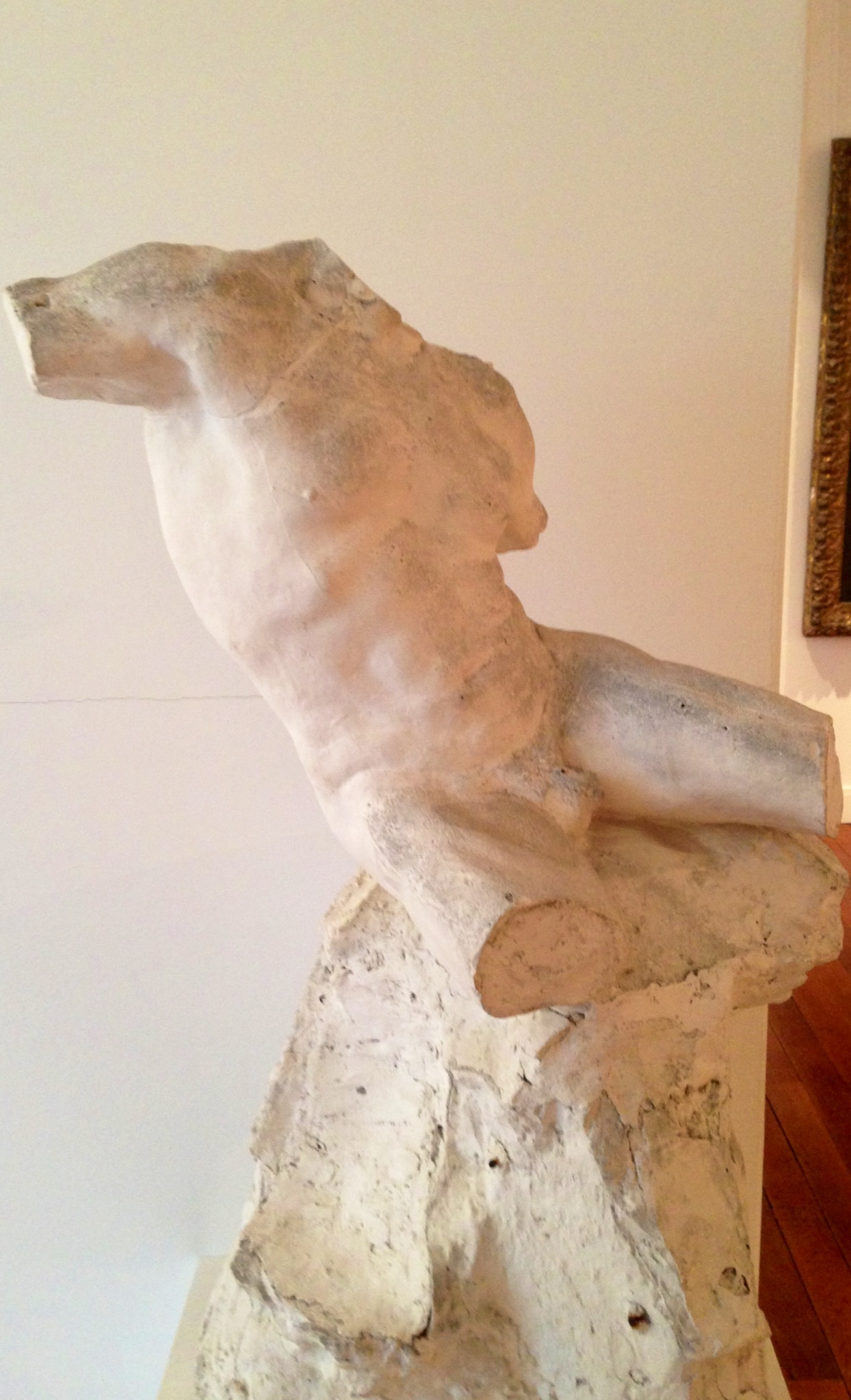
Torse de Sisyphe (1908), yeso, Museo de Bellas Artes de Tours

Durante el siglo XIX, la observación científica del cuerpo juega un rol esencial en el arte. Jules Desbois se interesó mucho por la composición del movimiento y  su expresión artística. Perfecto conocedor del anatomía humana, no duda cuando trabaja con las proporciones y la deconstrucción de ciertas partes del cuerpo para obtener un resultado visual armónico y expresivo. Representa principalmente mujeres, cuyo cuerpos llenos de curvas y redondos le permiten expresar el virtuosismo de sus modelos.

### El interés para el movimiento realista
Al igual que sus contemporáneos Auguste Rodin y Camille Claudel, Desbois se interesa por la condición humana, el paso del tiempo y sus efectos sobre el cuerpo humano. Sin embargo, él se diferencia de Rodin expresando en sus obras compasión y humanidad, al contrario de su maestro.
Desbois realiza así uno cierto número de obras en relación con la representación de la muerte, la miseria y la vejez repletas de realismo y humanidad, un estilo diferente del promovido por la academia.

### Su manifiesto en artes decorativas
Para Desbois, « la escultura es el uno de las artes más accesibles », y puso en práctica este credo en cada una de sus obras.
En 1898, reúne el grupo de l'Art dans Tout que se estableve como un grupo de reflexión y producción de los partidarios del Modernismo en el contexto del desarrollo de la industrialización

### Reconocimientos
- Medalla de oro en la Exposición universal de París de 1889[2]

## Notes y referencias
1. ↑  Entre Angers y Tours.
2. 1 2  Notice de notoriété personne catálogo general de BNF.
3. ↑  Nathalie Bondil (2012). « Masque de la mort, la fusion entre l'art et l'artisanat ». Revue M du Musée des beaux-arts de Montréal. p. p. 24. ISBN (ISSN 1715-4820) |isbn= incorrecto (ayuda).
4. ↑  Rosselle Froissart Pezone, Jean-Paul Bouillon, Le groupe de l'Art dans tout (1896-1901) : un art nouveau au seuil du XXe siècle, Thèse de doctorat, Clermont Ferrand 2, 2000.

- Datos: Q3188532
- Multimedia: Jules Desbois / Q3188532